# غويانغ

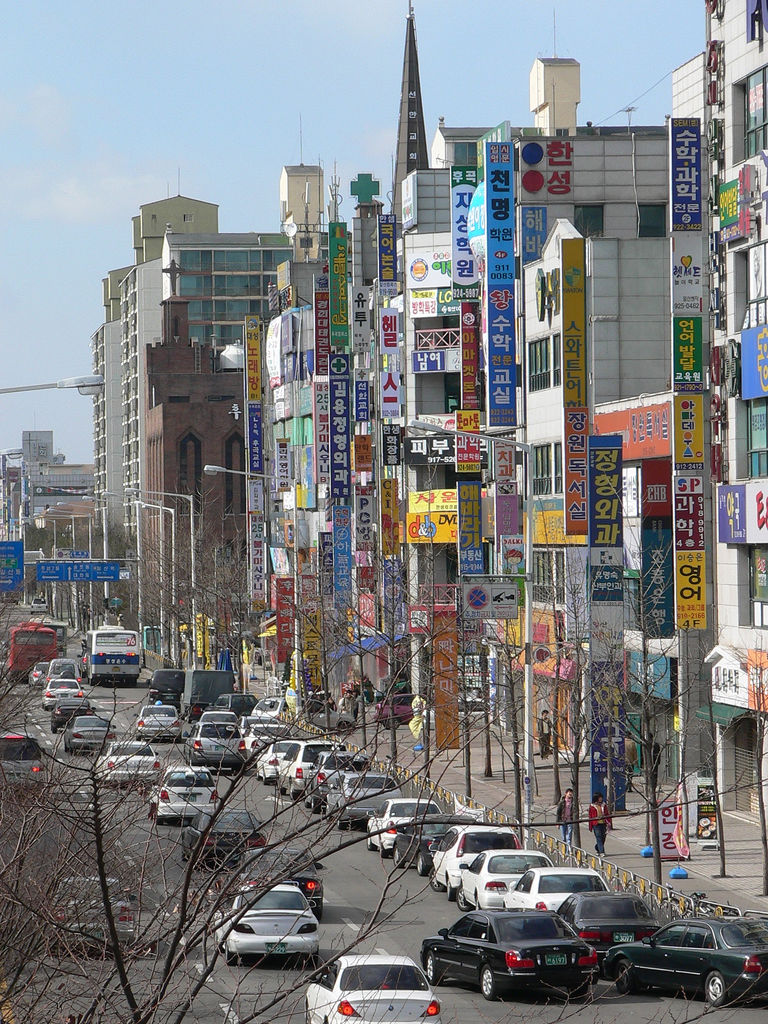

غويانغ هي مدينة في مقاطعة غيونغي، كوريا الجنوبية. تتضمن المحافظة مدينة إلسان الجديدة والتي متصلة بالعاصمة سيول بواسطة خط سيول الحديدي 3. يبلغ عدد سكان غويانغ	1,073,069 حسب عام 2005.

## توأمة
لغويانغ اتفاقيات توأمة مع كل من:
- هاكوداته (1 أغسطس 2011 - )
- سان بيرناردينو
- كيكيهار (21 أبريل 1998 - )

## أعلام
- يوجو
- كم جاي سونغ
- يوهان هوانغ
- كيم جي هون
- جونغ جون
- سكجونغ ملك جوسون
- تشوي دونج-وون
- يوه هوان كيل
- تشوي يونغ
- ييجونغ ملك جوسون

## وصلات خارجية
- الموقع الرسمي